# Giuseppe Marraghini
Giuseppe Marraghini detto Saltatore (Montevarchi, 22 febbraio 1822 – Montevarchi, 18 agosto 1856) è stato un fantino italiano.
Noto anche come Gobbo e Marraghino, vinse una volta il Palio di Siena, il 18 agosto 1842 per l'Istrice.

## Carriera
Il debutto di Saltatore in Piazza del Campo ebbe luogo al Palio del 3 luglio 1842 con la Chiocciola: la carriera si concluse con una caduta alla curva di San Martino, ma il morello toccato in sorte alla contrada di San Marco non doveva essere dei più facili, se le cronache lo definirono "un cavallo che nessuno potea reggere".
Il successivo 17 agosto Saltatore corse l'ordinario Palio dell'Assunta per l'Istrice. L'indomani, la contrada di Camollia lo confermò per la carriera straordinaria indetta da un comitato cittadino e da disputarsi, alla presenza del granduca Leopoldo II, della consorte Maria Antonia e della sorella Maria Luisa, fra tutte le diciassette contrade senza l'uso del nerbo. Saltatore partì subito in prima posizione e, approfittando della caduta, causata da un cane vagante, alla prima curva di San Martino di più di dieci contrade, fece subito il vuoto dietro di sé. A contrastare l'Istrice rimase solo il Nicchio, il cui fantino, Betto, fu però disarcionato al secondo giro da Bonino, portacolori della Chiocciola. Il cavallo del Nicchio proseguì la corsa scosso, ma fu fermato all'ultima curva del Casato e Saltatore poté conquistare la sua prima e unica vittoria, ottenendo altresì un premio di 30 lire.
La carriera del Marraghini proseguì senza ulteriori affermazioni, correndo comunque con una certa regolarità per i successivi undici anni. 
Il 3 luglio 1853, con il giubbetto dell'Aquila, Saltatore non poté prendere parte al Palio per un serio infortunio occorsogli durante le fasi della mossa: al momento del via, impattò con il cavallo sul canapo ancora teso e, insieme a Piccolo Campanino e Gobbo Fenzi (fantini rispettivamente del Nicchio e del Valdimontone), cadde violentemente a terra. Fu Saltatore ad avere la peggio: il fantino perse i sensi e, ripresosi poco dopo, non fu in grado di rimontare a cavallo, anche perché ferito e sanguinante. La mossa fu annullata e ripetuta, ma il cavallo dell'Aquila vi prese ugualmente parte da scosso, accompagnato da un lacchè, che lo lasciò libero al calare del canapo.
Saltatore si ristabilì in poco tempo, tanto da ripresentarsi in Piazza già ad agosto dello stesso anno con il Bruco, per poi concludere la propria carriera al Palio successivo, il 2 luglio 1854, con il giubbetto dell'Istrice.

## Presenze al Palio di Siena
Le vittorie sono evidenziate ed indicate in neretto.
| Palio          | Contrada     | Cavallo                  | Note   |
| -------------- | ------------ | ------------------------ | ------ |
| 3 luglio 1842  | Chiocciola   | Morello di P. Cianchelli | scosso |
| 17 agosto 1842 | Istrice      | Morello di G. Bianciardi |        |
| 18 agosto 1842 | Istrice      | Morello di L. Barbetti   |        |
| 2 luglio 1843  | Istrice      | Morello di S. Guerranti  |        |
| 16 agosto 1843 | Selva        | Morello di G. Bianciardi |        |
| 2 luglio 1844  | Drago        | Morello di A. Giglioli   |        |
| 16 agosto 1844 | Drago        | Morello di A. Riccucci   |        |
| 2 luglio 1845  | Istrice      | Baio di F. Bianchini     |        |
| 16 agosto 1846 | Lupa         | Baio di G. Casini        | scosso |
| 4 luglio 1847  | Valdimontone | Baio di S. Rogani        | scosso |
| 15 agosto 1848 | Istrice      | Grigio di F. Santini     |        |
| 16 agosto 1849 | Giraffa      | Baio di A. Ciabattini    |        |
| 2 luglio 1850  | Oca          | Morello di V. Pieragnoli | scosso |
| 17 agosto 1851 | Leocorno     | Morello di L. Grandi     |        |
| 2 luglio 1852  | Civetta      | Morello di L. Grandi     |        |
| 16 agosto 1852 | Aquila       | Grigio di L. Rigaccini   |        |
| 16 agosto 1853 | Bruco        | Morello di S. Franci     |        |
| 2 luglio 1854  | Istrice      | Morello di C. Brandani   |        |